# Norges Hjemmefrontmuseum

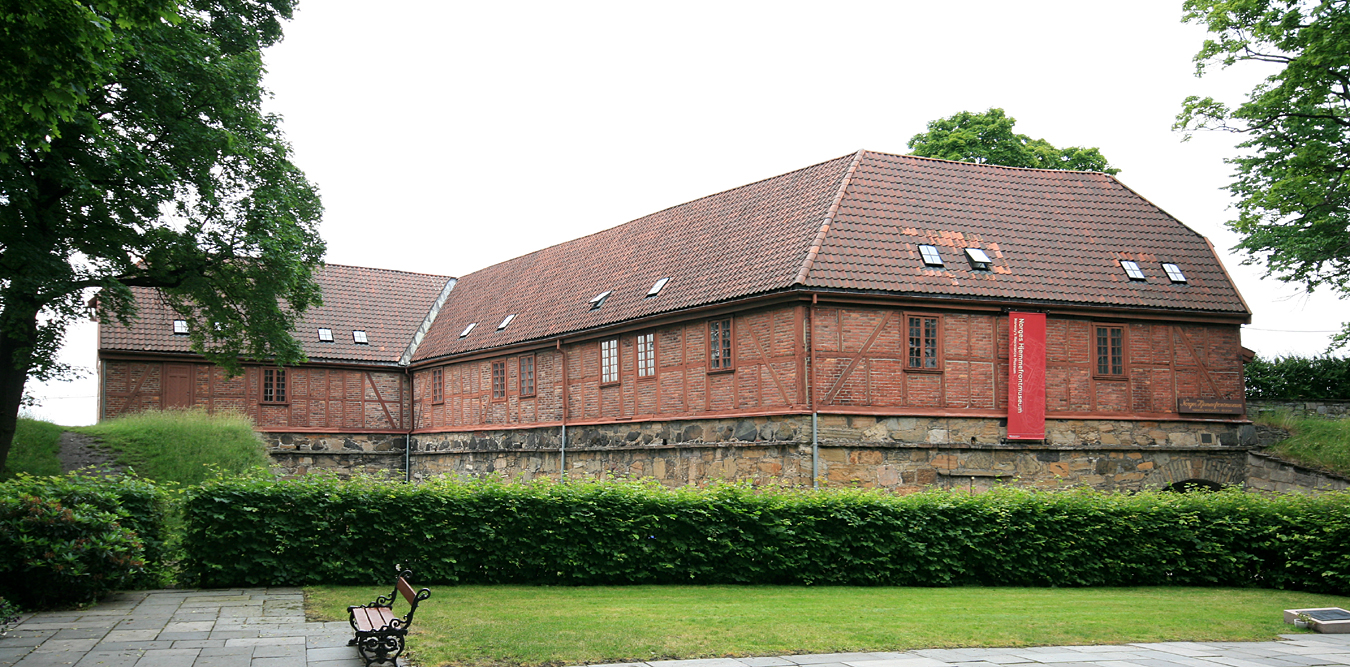
Norges Hjemmefrontmuseum

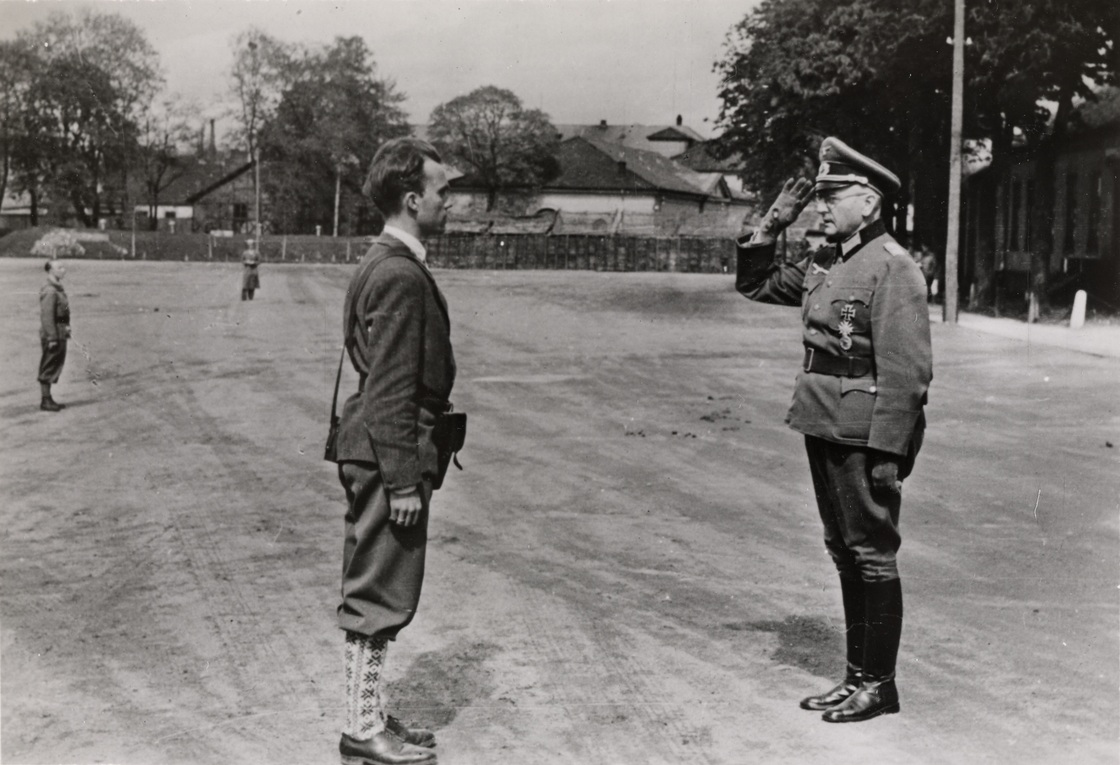
Milorg-fänriken Terje Rollem mottar Akershus fästning från den tyske majoren Josef Nichterlein den 11 maj 1945

Norges Hjemmefrontmuseum (NHM) i Oslo är en del av Akershus fästning och är Norges ledande institution för ockupationshistoria. Museet öppnades den 7 maj 1970 och var tidigare en privat stiftelse, men är från 1995 en del av Forsvarets museer. Museet har landets mest omfattande samling av material knutet till den norska motståndsrörelsen under andra världskriget.
I museet ingår också historiskt arkivmaterial från Forsvarets Overkommando och material skapat av norska myndigheter både i London och i Stockholm, samt lokalt material. Fotoarkivet består av mellan 20 000 och 25 000 bilder, samt 2 000 intervjuer med personer som var knutna till motståndskampen. Biblioteket kan nyttjas, men tillåter inte hemlån.
Museets förste föreståndare var - fram till 1983 - Knut Haugland. Tore Gjelsvik var styrelseordförande 1964-1973. Historikern Arnfinn Moland var museichef 1995-2017.